# Nikli
Nikli är ett underdistrikt i Bangladesh. Det ligger i den centrala delen av landet, 90 km nordost om huvudstaden Dhaka.
Runt Nikli är det mycket tätbefolkat, med 1 177 invånare per kvadratkilometer.